# Magyar Kommunista Ifjúsági Szövetség
A Magyar Kommunista Ifjúsági Szövetség (rövidítve: KISZ) a magyar kommunista állampárt, a Magyar Szocialista Munkáspárt (MSZMP) ifjúsági szervezete volt 1957 és 1989 között.

## Története

### Előzményei
Felállítása a szovjet típusú politikai intézményrendszer fontos eleme volt. Mutatja ezt, hogy már az Ideiglenes Intéző Bizottság 1956. december 5-i ülésén is napirendre került a megszervezése, de akkor még nem találták alkalmasnak a helyzetet. Az MSZMP IKB 1957. február 26-án határozott felállításáról. Az MSZMP Földes László vezetésével bizottságot jelölt ki, amelynek feladata volt a hasonló szovjet szervezet, a Komszomol vezetőivel konzultálni a KISZ megszervezéséről. A magyarok és a szovjetek egyetértettek abban, hogy a KISZ-t még március 15-e előtt meg kell alakítani. A körültekintő előkészítést az indokolta, hogy 1956-ban a fiatalok meghatározó szerepet játszottak a forradalom mindegyik fázisában.

### Története a megalakulásától

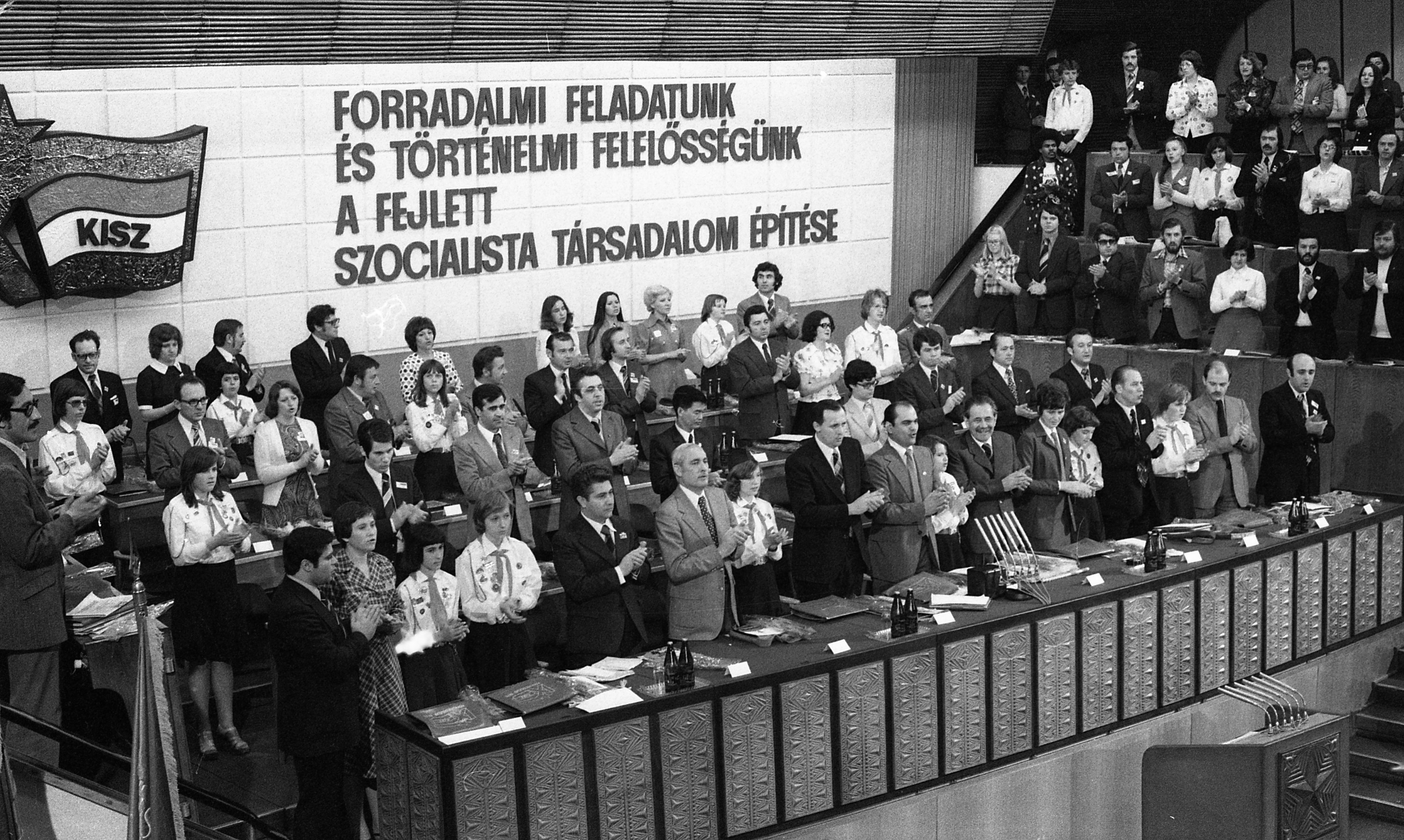
A KISZ IX. Kongresszusa. Az emelvényen az első sorban jobbról az első Barabás János, a második Fejti György, harmadik Grósz Károly, negyedik Szűcs Istvánné, ötödik Aczél György, hetedik Maróthy László, nyolcadik Pullai Árpád. A második sor bal szélén Deák Gábor, a harmadik sor közepén Horváth István (1976)

A Magyar Kommunista Ifjúsági Szövetség 1957. március 21-én alakult meg a korábbi Dolgozó Ifjúság Szövetsége (DISZ) utódjaként.  A KISZ 1989. április 22-én feloszlott, egyidejűleg megalakult a DEMISZ.

## A KISZ Központi Bizottsága első titkárai
- 1957–1961: Komócsin Zoltán
- 1961–1963: Pullai Árpád
- 1964–1970: Méhes Lajos
- 1970–1973: Horváth István
- 1973–1980: Maróthy László
- 1980–1984: Fejti György
- 1984–1988: Hámori Csaba
- 1988–1989: Nagy Imre

## A KISZ szervezeti felépítése
- KISZ-alapszervezet
- szervezeti szabályzat: a KISZ kongresszusa által megalkotott okmány, amely tartalmazta a szervezet tevékenységének célját, feladatait, működésének elvi alapjait. Betartása kötelező volt minden KISZ-tag számára.
- akcióprogram: a KISZ-szervezetek, KISZ-alapszervezetek éves munkatervének dokumentuma.

Vezető szervek:
- KISZ-kongresszus: az ifjúsági mozgalom legfelsőbb szerve, a Központi Bizottság által ötévenként, vagy szükség esetén más alkalommal is összehívható találkozó.
- KISZ Központi Bizottsága: a KISZ-kongresszus által megválasztott vezetőtestület, tagjaiból alakult az Intéző Bizottság és a titkárság az első titkárral és a titkárokkal.
- A KISZ Központi Bizottsága a KISZ legfőbb vezető testülete volt két KISZ-Kongresszus között. Tagjaiból választották meg az Intéző Bizottságot és a Titkárságot. A KB a központi apparátusának irányítására első titkárt és általában 6 titkárt választott.
- KISZ Külügyi Bizottság
- KISZ-küldöttgyűlés]
- KISZ-bizottság: választott vezetőszerv a megyékben és korábban járásokban, Budapesten, a városokban, a kerületekben és a nagyobb községekben. A KISZ-küldöttgyűlésnek tartozott beszámolási kötelezettséggel.
- KISZ Központi Pénzügyi Ellenőrző Bizottság

Tanácsok:
- Egyetemi és Főiskolai Tanács
- Értelmiségi Fiatalok Tanácsa
- FAT v. Fiatal Szakemberek Tanácsa
- FMKT v. Fiatal Műszakiak és Közgazdászok Tanácsa
- FNT v. Fiatal Nők Tanácsa
- Középiskolai és Szakmunkástanuló Tanács
- Mezőgazdasági Fiatalok Tanácsa
- Honvédelmi Nevelési Tanács
- Ifjúmunkás Tanács

Katonai jellegű egysége
- Ifjú Gárda

## A KISZ vezetése alatt álló intézmények, vállalatok
- Ifjúsági Lapkiadó Vállalat (ILV): A KISZ KB felügyelete alatt működő vállalat. Célok: ifjúság nevelése, sport, egészségügy, orvosi, oktatási lapok kiadása.
- Ezermester Úttörő és Ifjúsági Kereskedelmi Vállalat: a KISZ vállalata, mely mozgalmi élethez kellő holmik, barkácscikkek és turistafelszerelés forgalmazásával és szolgáltató tevékenységgel foglalkozott. [forrás?]
- Expressz Ifjúsági és Diák Utazási Iroda: a KISZ vállalata, elsősorban tanulmányi kirándulások szervezésével foglalkozó cég volt. Az 1980-as évek elején már 20 megyei és 16 kiemelt kirendeltséggel, 10 000 férőhelyes belföldi szálláshely kapacitással működött.
- KISZ Központi Művészegyüttes: az ifjúsági mozgalom kulturális csoportja volt, mely a következő együtteseket foglalta magába: KISZ központi énekkar, KISZ- és Úttörőtánckar, egyetemi énekkar, kamarazenekar, Új Zenei Stúdió, Ifjú Gárda fúvószenekar, rajkózenekar, irodalmi színpad, Úttörőegyüttes.

## A  KISZ-élet elemei
- KISZ-megbízatás
- KISZ-radar

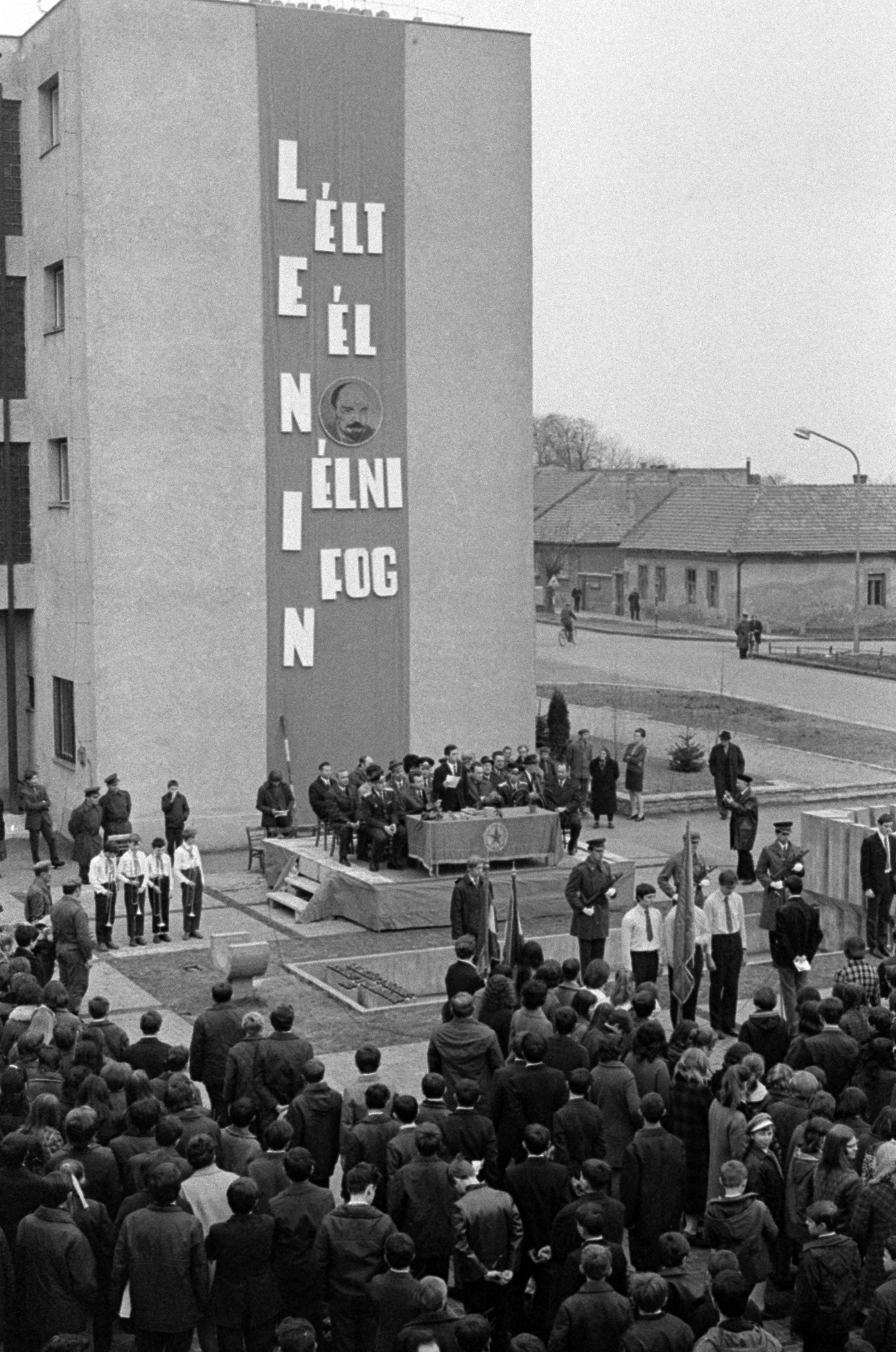
1971. április 4-ei ünnepség Monoron, KISZ-tagok fogadalomtétele

- KISZ-tagdíj: évi egy alkalommal fizetett hozzájárulás a szövetség működéséhez. (Középiskolások félévente fizetik, összege 1986-ban 12Ft/félév; 1987, 1988-ban 30Ft/félév)
- KISZ-tagfelvétel
- KISZ-taggyűlés
- KISZ- tagsági igazolvány
- KISZ-tanácsadó tanár
- KISZ-védnökség
- KISZ-díj
- KISZ-kitüntetés: a mozgalomért végzett munkáért kapott elismerés, ez lehetett fokozatok szerint: KISZ Érdemérem, Ifjúságért Érdemérem, Ságvári Endre Érem, Kiváló Ifjúsági Vezető Érem, Aranykoszorús KISZ-jelvény, KISZ Központi Bizottságának Dicsérő Oklevele. Egy évi munkáért szervezeteknek adott elismerések voltak: A KISZ Központi Bizottságának Vörös Vándorzászlója, A KISZ Központi Bizottságának "Kiváló KISZ-szervezet" Zászlója, A KISZ Központi Bizottságának Dicsérő Oklevele.
- egyéni értékelés
- fegyelmi büntetés: azt a tagot, aki a KISZ szervezeti szabályzatát megszegte, a KISZ taggyűlése vagy valamely felsőbb szerve fegyelmi büntetésben részesíthette, dorgálással, megrovással, szigorú megrovással vagy legvégső esetben a szervezetből történő kizárással.
- építőtábor-mozgalom: KISZ által kezdeményezett mozgalom a fiatalság nyári szünidejének gazdaságilag hasznos eltöltése érdekében.[2]
- ifjúsági brigád: a szocialista brigádmozgalomban részt vállaló 30 év alattiak csoportja.
- ifjúsági fórum:
- közösségi megbízatás: személyre szabott feladat, mellyel a KISZ-taggyűlés vagy csoport, vagy bármely szerv a tagot megbízta.
- mozgalmi év: a KISZ-alapszervezet tevékenységének 12 havi szakasza.
- párttagajánlási jog: a KISZ joga volt, hogy az MSZMP-be történő felvételkor az alapszervezet taggyűlése a két ajánló közül az egyik lehetett.
- politikai képzés

A KISZ emblémája

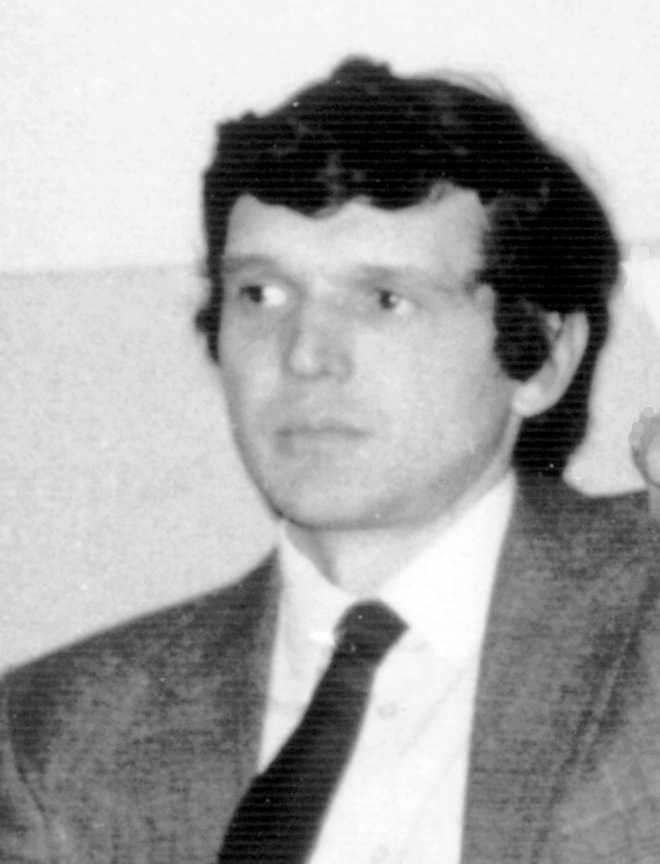
Hámori Csaba Kispesten

Az I. kongresszuson a KISZ KB 1957-ben választott titkárai: Komócsin Zoltán első titkár; Berecz János, Borbély Sándor, Csongovai Per Olaf, Fock Jenő, Németh Károly, Sarlós István.
A III. kongresszuson a KISZ KB 1961-ben választott titkárai: Komócsin Zoltán első titkár; Kósa Ferenc, Gáspár Sándor, Nagy János, Vass Sándor, Vissy Károly.
Az V. kongresszuson a KISZ KB 1965-ben választott titkárai: Cservenka Ferenc első titkár; Berecz János, Nagy János, Sándor István, Vass Sándor, Vissy Károly, Kósa Ferenc.
A VII. kongresszuson a KISZ KB 1970-ben választott titkárai: Kovács László első titkár; Berényi István, Deák Gábor, Grósz Károly, Lajkó Ferenc, Nagy János, Vissy Károly.
A VIII. kongresszuson a KISZ KB 1973-ban választott titkárai: Kovács László első titkár; Berényi István, Deák Gábor, Grósz Károly, Lajkó Ferenc, Nagy János, Vissy Károly.
A IX. kongresszuson a KISZ KB 1976-ban választott titkárai: Berecz János első titkár; Berényi István, Deák Gábor, Kovács László, Németh Miklós, Tóth András, Vajda Imre.
A X. kongresszuson a KISZ KB 1981-ben választott titkárai: Fejti György első titkár; Juhász András, Kovács Jenő, Köpf Lászlóné, Nagy Sándor, Nyitrai István, Varga László.
A XI. kongresszuson a KISZ KB 1986-ban megválasztott titkárai: Hámori Csaba első titkár; Domonkos László, Emőd Péter, Nagy Imre, Szandtner Iván, Szórádi Sándor, Varga-Sabján László.
a KISZ pozíciója szemmel láthatóan romlik, amik felmerültek, csak válaszkísérletek. (…) Minden válaszkísérletünk azt a reakciót vonja maga után, hogy jé, ezek a kommunisták újra praktikáznak valamit, újra taktikai gúnyt űznek belőlünk, most engednek, mert engedniük kell, de holnap, hogyha megerősödnek, vissza fognak vágni.
1989. április 22-én a KISZ XII. többnapos kongresszusán a Magyar Kommunista Ifjúsági Szövetség átnevezte magát Magyar Demokratikus Ifjúsági Szövetséggé. Ketten indultak az elnöki posztért, Nagy Imre és Gyurcsány Ferenc. Nagy legyőzte Gyurcsányt és elnök lett. Gyurcsányt a szervezet alelnökévé – második emberévé – választották. 1989. április 22-én megszűnt a KISZ, és még ugyanezen a napon a XII. kongresszus résztvevőiből a KISZ jogutódjaként megalakult a Demokratikus Ifjúsági Szövetség (DEMISZ), amelynek a KISZ átadta vagyonát.